# Spillerforeningen
Spillerforeningen (eller SF) er en interesseorganisation og fagforening for professionelle fodboldspillere i Danmark, som blev stiftet i 1977. Foreningen har omkring 1000 medlemmer, heraf cirka 250 er fuldtidprofessionelle spillere. Foreningen varetager de professionelle fodboldspilleres interesser over for Divisionsforeningen og Dansk Boldspil-Union. Jeppe Curth er foreningens nuværende formand, hvilket han blev valgt til i juni 2016.
Spillerforeningen står for kåringen af Årets Fodboldspiller i Danmark, Årets Kvindelige Fodboldspiller, Årets hold, Årets talent samt Årets profiler.

## Historiske begivenheder

### Medlem af LO hhv. FH
I forbindelse med en truende konflikt i dansk fodbold meldte Spillerforeningen sig i 2004 ind i LO, som siden d. 1. januar 2019 har været erstattet af FH.
Spillerforeningen er desuden medlem af den internationale spillerorganisation FIFPro.

### FC Spillerforeningen
Den 2. marts 2007 indsendte 1. divisionsklubben Køge Boldklub A/S en begæring om betalingsstandsning grundet en række uafklarede spørgsmål vedrørende selskabets finansiering – kort efter Dansk Boldspil-Unions ansøgningsfrist omkring en overbygningsaftale med Herfølge Boldklub A/S udløb. Som konsekvens heraf (siden 6. marts), blev Køge Boldklubs spillere fritstillet og de tilbageværende spillere blev, indtil situationen var blevet afklaret, udelukket fra at træne i deres egen klub, da de i så fald ville miste retten til deres tilgodehavende løn hos Lønmodtagernes Garantifond.
Spillerforeningen valgte her at træde ind og hjælpe ved at oprette et midlertidigt amatørhold under navnet FC Spillerforeningen (indtil den 22. marts 2007, hvor konklusionen på situationen kom) for at de tilbageværende spillere kunne holde kampformen ved lige. FC Spillerforeningen nåede at spille to træningskampe mod henholdsvis FC Københavns andethold i 2. division (den 17. marts 2007 ved Ravnsborghallen), som blev vundet 1-0 på mål af Andreas Bak, og HIK (den 21. marts 2007 i Ravnsborghallen), som sluttede med cifrene 0-0. Spillerforeningens mandskab endte således med at trække sig tilbage som ubesejret med den hasteindkaldte træner, Peter Møller Christensen, ved roret. Select sørgede for at FC Spillerforeningen fik leveret sort/hvide spilledragter med Spillerforeningens grønne logo til træningskampene.

### Spillerforeningens formænd
Spillerforeningens tidligere formænd tæller blandt andet
- 1977-19xx: Torsten Andersen
- 19xx-198x: Alex Nielsen
- 198x-198x: Lars B. Christensen
- 198x-19xx: Bent Wachmann
- 1990-1990: Per Frimann
- 199(0)-1997: Mads Øland
- 199x-2000: Mogens Krogh
- 2000-2002: Søren Colding
- 2002-2005: Palle Sørensen
- 2005-2006: Peter Møller
- 2006-2016: Thomas Lindrup
- 2016-: Jeppe Curth

## Samarbejder
I 2016 startede Spillerforeningen et samarbejder med Hjernerystelsesforeningen omkring bedre at hjælpe elitefodboldspillere med at tackle de problemer der kan opstå som følge af en hjernerystelse.

## Ekstern henvisning
- Spillerforeningens officielle hjemmeside